# Angela Freitas (Leichtathletin)
Angela Freitas de Fátima Araújo (* 6. Oktober 2001 in Dili, Osttimor) ist eine Mittelstrecken- und Langstreckenläuferin aus Osttimor.
Die 1,50 m große Athletin hatte bei den Südostasien-Jugendspielen 2018 in Bangkok am 3. April über 800 Meter mit Platz 2 in 2:12,29 min  ihre beste Platzierung bei einem internationalen Wettbewerb. Bei den Asienspielen 2018 in Jakarta schied sie über dieselbe Distanz mit 2:10,02 min im Vorlauf aus. Sie startet auch auf Strecken mit 1500 und 5000 Metern Länge.
Freitas kam am 11. Oktober 2018 bei den Olympischen Jugend-Sommerspielen 2018 in Buenos Aires auf der 3000-Meter-Distanz mit 10:00,36 min auf Platz 13. Beim Crosslauf trat sie nicht, wie geplant, zum Start an.
Über 1500 m kam Freitas bei den Südostasienspiele 2019 auf Platz 4.